# La perra de las galaxias
La perra de las galaxias es una historieta de 1988 del autor español Francisco Ibáñez perteneciente a su serie Mortadelo y Filemón.

## Trayectoria editorial
Mientras Ibáñez realizó el dibujo de la historieta, el llamado Equipo B se encargó del resto de la misma como se hizo en Los sobrinetes y en El rescate botarate.

## Sinopsis
Cada día hay más guerras en el mundo. Ahora se quiere llevar esas guerras a las galaxias. El profesor Baldo Mero ha preparado las fórmulas para llevar a cabo La Guerra de las Galaxias, pero murió a manos de unos agentes enemigos. La única forma de recuperar esas fórmulas es a través de Leididí, la perra del profesor. La misión de Mortadelo y Filemón será intentar recuperar las fórmulas utilizando el olfato de la perra.

## Valoración
El crítico Fernando Javier de la Cruz Pérez valora a la historieta como de "pésima calidad".